# Lola Airaghi
Lola Airaghi, all'anagrafe Eleonora Airaghi (Rho, 21 novembre 1971), è una fumettista italiana.

## Biografia
Si è formata alla Scuola del Fumetto di Milano. Nello stesso periodo ha pubblicato fumetti su il Corrierino, ad esempio una storia sul personaggio di Fantozzi nel 1993. Nel 1997 ha iniziato a lavorare per la Sergio Bonelli Editore.
Per la Sergio Bonelli Editore ha disegnato tre numeri della serie regolare e uno speciale di Legs Weaver. Successivamente ha realizzato sette numeri per la serie Brendon, ideata da Claudio Chiaverotti. Nel 2011 ha disegnato una storia pubblicata su Dylan Dog Color Fest su sceneggiatura di Paola Barbato, con la quale nel 2012 ha anche collaborato al fumetto online DAVVERO. Dal 2015 collabora nuovamente con Chiaverotti, essendo tra i disegnatori della serie Morgan Lost, di cui ha realizzato il numero 9, uscito nel giugno 2016. Ha creato l'illustrazione per la copertina alternativa del secondo numero della miniserie Ut, pubblicata a maggio 2016.
Ha inoltre collaborato con Fabio Celoni per la serie SmartComiX e al volume della Edizioni BD Viva Valentina, presentato al Salone del libro di Torino nel 2016.
Nel 2017 ha realizzato la copertina dello speciale di Brendon dal titolo Ritorno al Regno del Nonmai.
Sempre nel 2017, ha realizzato, per il Maxi Zagor n.31, su sceneggiatura di Moreno Burattini, le tavole della storia intitolata "Brezza di luna". Detiene, per questo, il primato di essere stata la prima donna a disegnare una storia di Zagor.
Nel 2018 ha realizzato le copertine dello Speciale Brendon n.15 "Il buio oltre le stelle" e n.16 "Nel tempo e nello spazio". È dello stesso anno il disegno per la Locandina della rappresentazione teatrale "Incontro con Dante in Villa Reale" in quel di Monza.
Nel 2019 ha realizzato per Rustbladerecords la copertina del disco della colonna sonora di Nino Rota per il film "Roma" di Federico Fellini.
Nello stesso anno ha vinto il Premio Per Locandina dell'associazione "Fumetto e Arte" - 3ª edizione. Tra il 2019 e il 2021 ha inoltre disegnato otto copertine per la collana "viaggio nell'incubo" che la Gazzetta dello sport ha dedicato a Dylan Dog. Per la precisione ha realizzato le copertine dei numeri 9, 19, 29, 39, 49, 59, 69 e 79. Ha poi realizzato sempre per Brendon la copertina dello Speciale n. 17 "Le ultime lacrime delle fate".
Nel 2020, su sceneggiatura di Moreno Burattini, ha disegnato la storia "Fiore della notte" per il volume "Zagor Darkwood Novels" n.6.

## Pubblicazioni

### Albi di Morgan Lost
- Claudio Chiaverotti (testi), Lola Airaghi (disegni); Megamultiplex, in Morgan Lost n. 9, Sergio Bonelli Editore, giugno 2016.
- Claudio Chiaverotti (testi), Lola Airaghi e Giovanni Talami (disegni); Dove muoiono i clown, in Morgan Lost - Dark Novels n. 7, Sergio Bonelli Editore, giugno 2018.
- Claudio Chiaverotti (testi), Lola Airaghi e Giovanni Talami (disegni); Nessun gufo in Alabama, in Morgan Lost - Black Novels n. 5, Sergio Bonelli Editore, maggio 2019.

### Albi di Legs Weaver
- Stefano Piani (testi), Lola Airaghi (disegni); Operazione Striker, in Legs n. 33, Sergio Bonelli Editore, agosto 1998.
- Michele Medda (testi), Lola Airaghi (disegni); Love story, in Legs n. 42, Sergio Bonelli Editore, maggio 1999.
- Antonio Serra e Stefano Piani (testi), Lola Airaghi (disegni); Il ritorno dei demoni, in Legs e le paladine n. 2, Sergio Bonelli Editore, dicembre 1999.
- Angelica Tintori (testi), Lola Airaghi (disegni); Quinto: non uccidere, in Legs n. 80, Sergio Bonelli Editore, luglio 2002.

### Albi di Brendon
- Claudio Chiaverotti (testi), Lola Airaghi (disegni); Amore e tenebre, in Brendon n. 28, Sergio Bonelli Editore, dicembre 2002.
- Claudio Chiaverotti (testi), Lola Airaghi e Giuseppe Ricciardi (disegni); Al di là dell'universo, in Brendon n. 30, Sergio Bonelli Editore, aprile 2003.
- Claudio Chiaverotti (testi), Lola Airaghi (disegni); Regali dall'inferno, in Brendon n. 35, Sergio Bonelli Editore, febbraio 2004.
- Claudio Chiaverotti (testi), Lola Airaghi (disegni); La porta dell'incubo, in Brendon n. 46, Sergio Bonelli Editore, dicembre 2005.
- Claudio Chiaverotti (testi), Lola Airaghi e Silvia Corbetta (disegni); Dal sogno alla morte, in Brendon n. 70, Sergio Bonelli Editore, dicembre 2009.
- Claudio Chiaverotti (testi), Lola Airaghi (disegni); Il mistero dell'acqua, in Brendon n. 78, Sergio Bonelli Editore, aprile 2011.
- Claudio Chiaverotti (testi), Lola Airaghi (disegni); Il terzo peccato mortale, in Brendon n. 92, Sergio Bonelli Editore, agosto 2013.
- Claudio Chiaverotti (testi), Lola Airaghi (copertina) e Massimo Rotundo (disegni); Ritorno al Regno del Nonmai, in Speciale Brendon n. 14, Sergio Bonelli Editore, luglio 2017.
- Claudio Chiaverotti (testi), Lola Airaghi (copertina) e Max Bertolini (disegni); Il buio oltre le stelle, in Speciale Brendon n. 15, Sergio Bonelli Editore, luglio 2018.
- Claudio Chiaverotti (testi), Lola Airaghi (copertina) e Max Bertolini (disegni); Nel tempo e nello spazio, in Speciale Brendon n. 16, Sergio Bonelli Editore, agosto 2018.

### Altre pubblicazioni a fumetti
- Paola Barbato (testi), Lola Airaghi (disegni); La predatrice, in Dylan Dog Color Fest n. 6, Sergio Bonelli Editore, aprile 2011.
- Mirko Perniola (testi), Lola Airaghi (disegni); Battiti di legalità - una storia di mafia, Provincia di Perugia e Gli amici del fumetto di Città di Castello, 2011.[1][21]
- Paola Barbato (testi), Lola Airaghi e Francesca Antichi (disegni); DAVVERO n. 18, gennaio 2012.
- Paola Barbato (testi), Lola Airaghi (disegni); DAVVERO n. 57, giugno 2012.
- Fabio Celoni (testi), Lola Airaghi (disegni); Rose and the Demon n. 1, 2014.[8]
- Moreno Burattini (testi), Lola Airaghi (disegni); Maxi Zagor n.31, 2017.
- Moreno Burattini (testi), Lola Airaghi (disegni); Zagor Darkwood Novels n.6, "Fiore della notte", 2020.
- Otto copertine per Dylan Dog; la Gazzetta dello sport, Collana "Viaggio nell'incubo" numeri 9, 19, 29, 39, 49, 59, 69 e 79. 2019/2021

### Illustrazioni
- I tarocchi di Jane Austen, Lo Scarabeo Edizioni, 2006.[4]
- I tarocchi dei gatti pagani, Lo Scarabeo Edizioni, 2009.[4]
- AA.VV., Il paradiso delle trottole. Storie e canzoni per bambini cresciuti, Tunué, 2010, ISBN 978-88-97165-03-3.[22]
- Illustrazione esposta alla mostra Wagner a Strisce, Milano 30 novembre 2012 - 6 gennaio 2013.[23]
- Copertina per l'EP Roll the Shadows del gruppo musicale Madyon, 2016.[24]
- Copertina del cd e Vinile della colonna sonora di Nino Rota Fellini Satirycon Soundtrack, Rustblade Records 2016.[25]
- Copertina per il romanzo di Thomas Pistoia La leggenda del burqa, 2016.[26]
- Poster per la Colonna Sonora di Claudio Simonetti del Film Opera di Dario argento, Rustblade Records 2017
- Copertina della colonna sonora di Ennio Morrione della serie Tv Drammi Gotici, Rustblade Record 2018
- Illustrazione a colori realizzata per l'albo a fumetti Dèmoni - Il Regno delle Tenebre, allegato alla colonna sonora Dèmoni di Claudio Simonetti, Rustblade Records 2019
- Copertina della colonna sonora di Nino Rota del film "Roma" di Federico Fellini, Rustblade Record 2019

## Premi e riconoscimenti
- 2005: Premio Jacovitti Cartoomics - If "Promessa"[1][27][28]
- 2005: Premio Yellow Kid "Immagine to the best cartoonist"[1][29]
- 2018: Premio città di Varazze "Gallieno Ferri"[30][31][32]
- 2019: Premio Per Locandina dall'associazione "Fumetto e Arte" - 3ª edizione
- 2020: Premio alla carriera "Lo Scarabocchiatore Doc"